# Pennrich

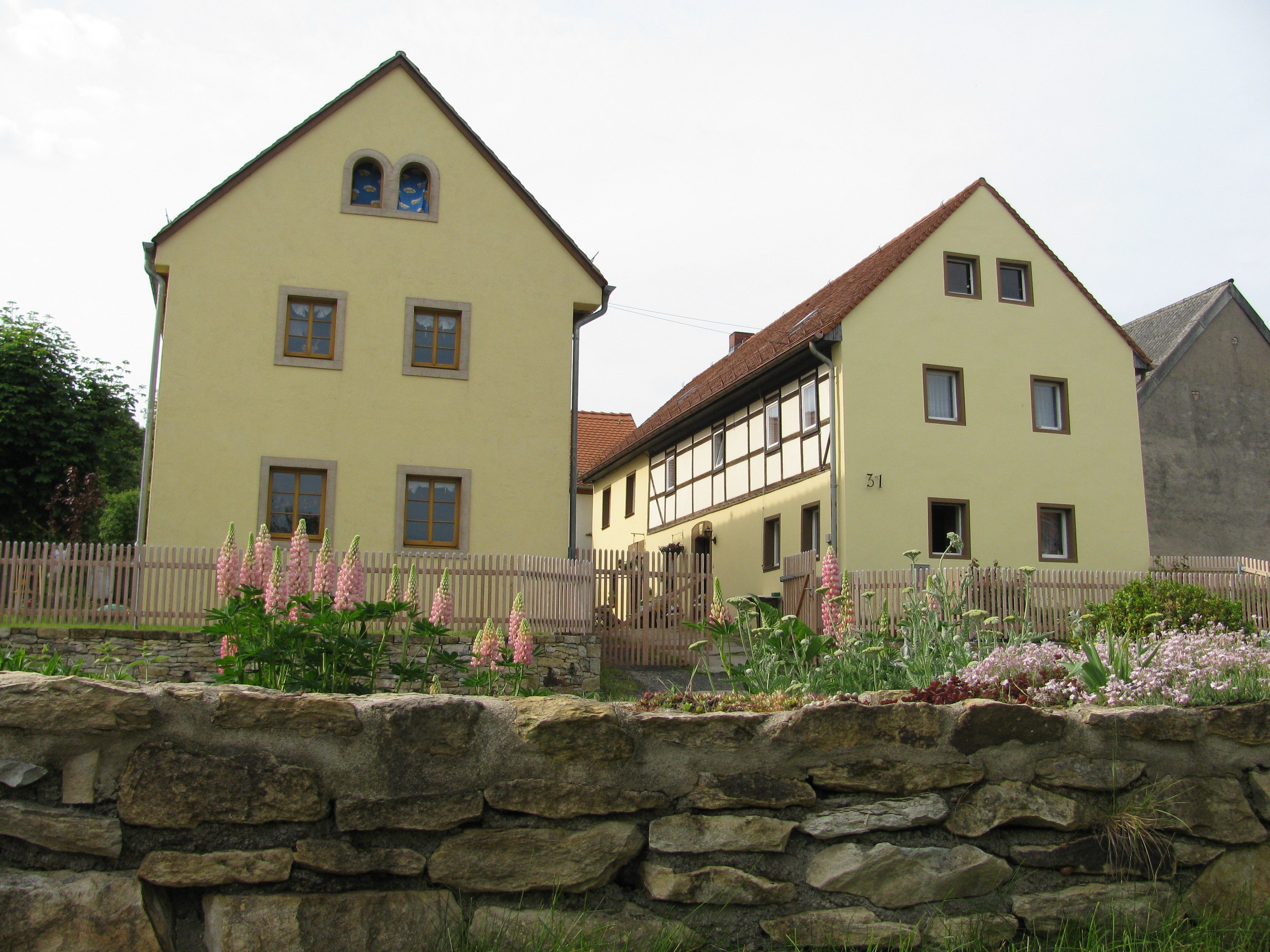
Dorfkern von Pennrich

Pennrich ist ein westlicher Ortsteil von Dresden. Es gehört zur Ortschaft Gompitz.

## Geographie
Der Ortsteil Pennrich gehört zum statistischen Stadtteil Gompitz/Altfranken, innerhalb dessen er den statistischen Bezirk 993 Pennrich bildet.
Pennrich ist erreichbar über die Bundesautobahn 17 (Abfahrt Dresden-Gorbitz), die Bundesstraße 173.
Die Dresdner Verkehrsbetriebe AG bedienen den Ortsteil mit der Straßenbahnlinie 7. Die Stadtbuslinie 91 von Satra Eberhardt verbindet Pennrich mit Unkersdorf, Brabschütz, Merbitz und Cotta.
Folgende Straßen gehören zu Pennrich:
- Pennricher Feldrain (Umbenennung 2008; früher: Am Feldrain)
- Am Zschonergrund
- Altnossener Straße (dient als Durchgangsstraße)
- Gärtnerweg
- Gompitzer Höhe
- Kohlsdorfer Weg
- Zum Jammertal (benannt nach den Gefallenen und Verwundeten vermutlich während der Hussitenkriege)
- Mühlwiesenweg
- Oskar-Maune-Straße (Verbindung zur B173)
- Pennricher Höhe
- Pennricher Ring
- Podemuser Straße
- Waldblick
- Zum Schmiedeberg

Pennrich liegt im östlichen Teil des als Meißner Hochland bezeichneten Lösshügelgebietes. Nahe Pennrich erstreckt sich der geschützte Zschonergrund.

## Geschichte

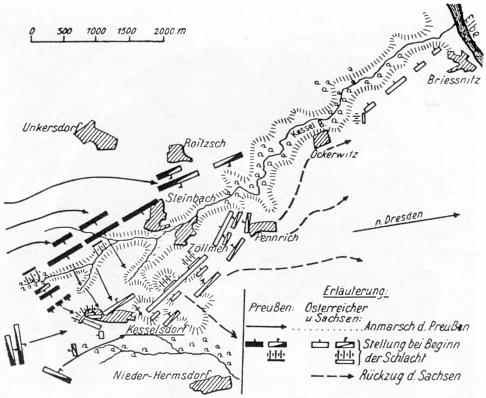
Plan der Schlacht bei Kesselsdorf, in deren Verlauf Pennrich Zerstörungen erlitt

Wie die benachbarten Dörfer entstand Pennrich im Mittelalter als Rundweiler. 1378 findet der Ort erstmals in einem Ortsverzeichnis des Amtes Dresden Erwähnung. Noch um 1496 wird der Ort als Penerik – Ranczwicz bezeichnet, was eine ältere slawische Siedlung vermuten lässt. Der Name Pennrich könnte aus der altsorbischen Bezeichnung für einen Stöckeroder (pnar, zu „pen“ für „Stock“, „Baumstumpf“) stammen und somit „Siedlung, wo gerodet wurde“ bedeuten. Unwahrscheinlich ist eine Verbindung mit dem Meißner Bischof Benno, da Pennrich erst im 15. Jahrhundert dem Meißener Domkapitel und dem Kloster Seußlitz unterstand.
Jahrhundertelang prägte die Landwirtschaft den Ort.
Die Hussitenkriege (1429), der Dreißigjährige Krieg (1632), die Schlacht bei Kesselsdorf (1745) und die Schlacht von Dresden (1813) zogen den Ort in Mitleidenschaft. Ein Massengrab am Schindanger in der Nähe der Schule erinnert noch an diese Ereignisse.
Im 17. Jahrhundert entstand das kurfürstliche Vorwerk zu Pennrich.
Pennrich war noch im 19. Jahrhundert ein Bauerndorf. 1839 wurde aus den sieben Gütern eine Landgemeinde gebildet, während das nunmehr königlich-sächsische Vorwerk ein selbstständiger Gutsbezirk blieb. Gemeinsam mit dem Nachbarort Gompitz bildete Pennrich einen „Heimatbezirk“, der u. a. die gemeinsame Armenfürsorge sowie die Bildung einer gemeinsamen Feuerwehr beinhaltete.

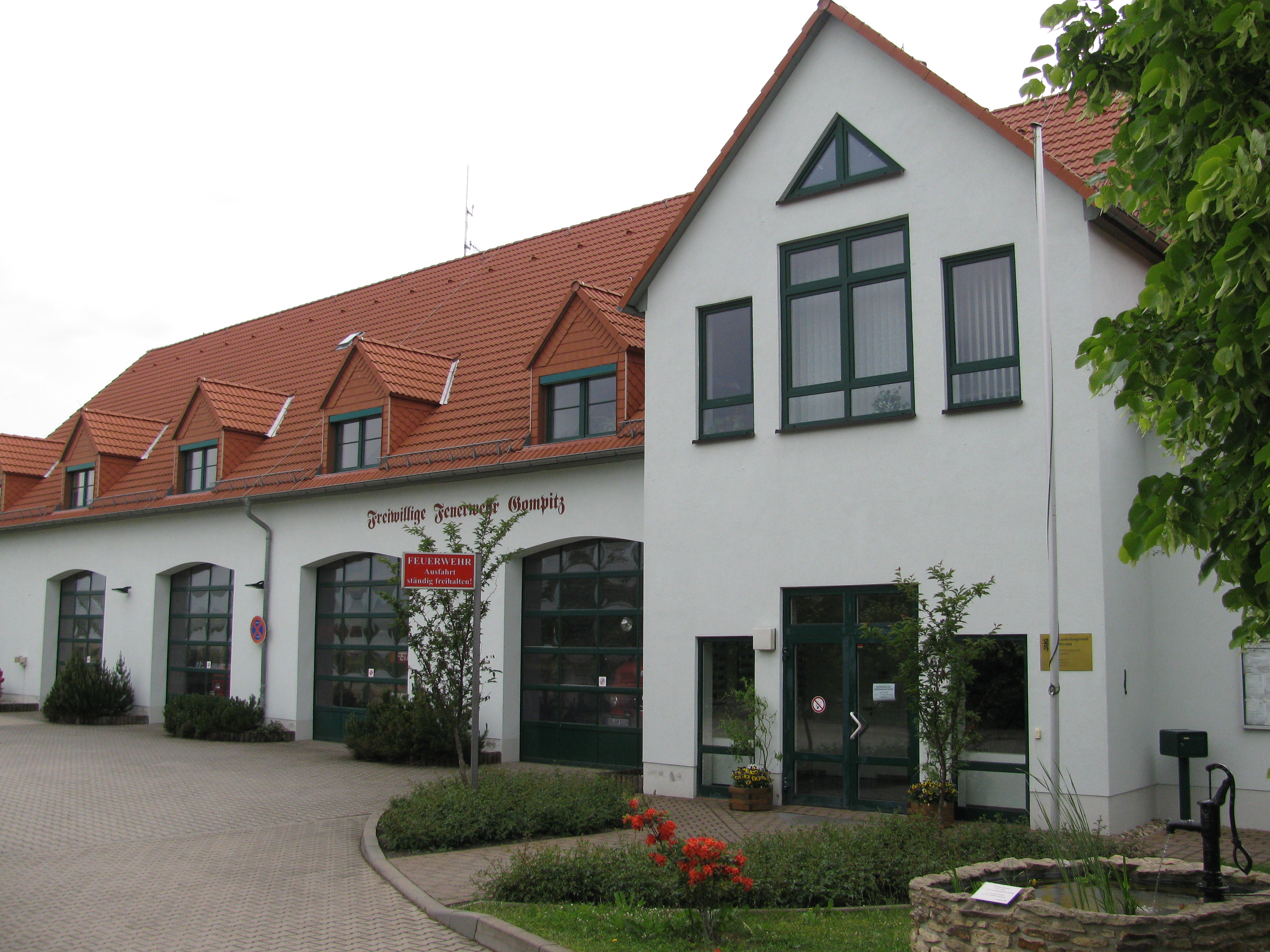
In Pennrich hat die Ortschaftsverwaltung Gompitz ihren Sitz, von der auch die benachbarte Ortschaft Altfranken verwaltet wird.

1870 erhielt der Ort ein neues Armenhaus, 1879 eine neue Schule, die auch für die Nachbardörfer Gompitz und Zöllmen zuständig war. Außerdem entstanden einige kleinere Gewerbebetriebe sowie eine Ziegelei an der Wilsdruffer Straße. Trotzdem blieb die Landwirtschaft dominierender Wirtschaftszweig. Schon nach dem Ersten Weltkrieg entwickelte sich der Ort mehr und mehr zur Vorstadtgemeinde. Am 1. Juli 1950 wurde Pennrich mit ca. 500 Einwohnern in die Gemeinde Gompitz eingegliedert.
Aufgrund der Suburbanisierung der Wohnstandorte entstanden nach der deutschen Wiedervereinigung 1990 in Pennrich eine Vielzahl von Einfamilienhäusern, sodass die Einwohnerzahl erheblich wuchs.
An der B 173 entstanden im Gewerbegebiet Gompitz ein Bau- und Möbelgroßmarkt, ein Hotel und ein amerikanisches Schnellrestaurant.
1999 wechselte die mit Dresden zusammengewachsene Gemeinde Gompitz aus dem Landkreis Meißen in die Landeshauptstadt Dresden.

### Einwohnerentwicklung
| Jahr    | Einwohner                    |
| ------- | ---------------------------- |
| 1547/51 | 9 besessene Mann, 3 Inwohner |
| 1764    | 5 besessene Mann, 3 Häusler  |
| 1814–28 | >100                         |
| 1834    | 121                          |
| 1843    | 123                          |
| 1846    | 114                          |
| 1849    | 114                          |
| 1852    | 120                          |
| 1855    | 125                          |
| 1858    | 132                          |
| 1861    | 121                          |
| 1863    | 141                          |
| 1867    | 150                          |
| 1871    | 158                          |
| 1875    | 160                          |
| 1880    | 136                          |
| 1885    | 176                          |
| 1890    | 169                          |
| 1895    | 178                          |
| 1910    | 215                          |
| 1925    | 197                          |
| 1939    | 298                          |
| 1946    | 386                          |

## Persönlichkeiten
- Felix Graf von Luckner (1881–1966), deutscher Seeoffizier und Schriftsteller